# Virgen de Jublyk
Virgen de Jublik, es una advocación mariana del siglo XXI, que tuvo lugar a partir de múltiples apariciones de la Virgen María en Jublik (o Dzhublyk)Ucrania, a dos niñas aldeanas de la zona, durante 8 meses.

## La zona
Jublik  es una zona ubicada entre dos pueblos cerca de los montes Cárpatos, en la región de Transcarpatia, en la diócesis de Mukachevo, La zona está entre dos etnias ucranianas, los rutenos y los eslavos; Nizhne Bolotne, es un pueblo ucraniano que, durante la clandestinidad, mantuvo su fe católica apostólica romana del rito griego o bizantino, sin llegar a entregar su iglesia a un cura ortodoxo, como mandaban los cánones soviéticos. Vilkhivka, es otro pueblo ucraniano, que sí se doblegó ante el régimen comunista. Ambos están en la esquina suroccidental de Ucrania, a 25 km de la frontera con  Rumania, a 30 km de la de Hungría, y no muy lejos Eslovaquia, y a unos 90 km de Polonia. Esta zona ha sido invadida por múltiples imperios como el Astrohúngaro, el ruso y Ucraniano.

## Historia de las apariciones
El 27 de agosto de 2002, a las niñas Maryana Kobal de 9 años y Olena Kurutus de 10 años se les apareció la Virgen María, cuando iban a buscar agua al manantial de la zona. La vieron como flotar sobre el suelo, sobre una nube, vestida de blanco, con un cinturón azul, que deslizaba rumbo al pueblo. Con miedo se acercaron y le preguntaron quién era y ella le contestó “La Santísima Virgen”, mientras la otra escuchó, “La Purísima Virgen María”.
De vuelta a casa, relataron a sus padres el acontecimiento, y uno de ellos les dijo que, si volvía a pasar tal acontecimiento, le hicieran la señal de la cruz con la mano, para evitar que fuera algo no místico. Pronto volvieron al lugar se encontraron con la dama, le hicieron la señal de la cruz, y la virgen sonriendo les devolvió la señal a manera de saludo; La virgen les dijo a las niñas, que le dijeran al sacerdote, que celebraran misa en ése lugar, para lo que el sacerdote Petro Kobal, papá de una de las niñas, no accedió en primera instancia sino que pidió permiso al obispo Iván Margitych, (1921 – 2003) quien vino personalmente a validar el acontecimiento, platicó con las niñas, validó la veracidad de los eventos, y decidió ser él mismo quien celebrara la misa, 4 días después de la primera aparición, o sea el 31 de agosto del 2002. 
Durante la misa Olena y Maryana vieron a un hombre junto al celebrante de la misa, que hacia los mismos movimientos y gestos que el sacerdote. En una siguiente aparición, le preguntaron a la Virgen si era Jesús y ella se los confirmó. En otra ocasión fue San José el hombre, quien portaba una vara y un lirio. Por esto motivo el nombre del santuario fue dedicado a la Sagrada Familia de Nazaret.
La iglesia católica de la diócesis de Mukachevo, ha estado observante y cercana al lugar de las apariciones, dando primeramente un crédito informal, mientras se realizan los estudios necesarios para darle el crédito formal, el obispo ha celebrado misa en el lugar de las apariciones.
Hubo diversas apariciones posteriores mismas que duraron hasta el 8 de septiembre, en las cuales la virgen les fue diciendo que había venido a promover la autoridad de los sacerdotes entre la gente, a unir a la iglesia y a unir al pueblo ucraniano para que hiciera más oración, que se confesaran, que fueran a misa y rezaran el rosario. Es conocido que en la región hay una fuerte división de distintos ritos ya sean católicos u ortodoxos. 
El obispo Iván, fue a Roma a explicar y llevar su testimonio y producto de sus investigaciones ante Juan Pablo II, un año antes de que el Papa falleciera. Aún no hay aprobación oficial, pero si hay permiso de culto y construcción de instalaciones de un santuario. Del 28 de noviembre al 4 de diciembre el obispo hizo viaje a Roma y llevó a las dos niñas, sus madres y el sacerdote, a encontrarse con Juan Pablo II en audiencia general, para que las bendijera.  
Este obispo en 1951 fue arrestado, condenado a 25 años de prisión y enviado a la prisión de Gulag, aunque sólo cumplió 4 años, gracias a la amnistía otorgada ante la recién muerte de Stalin. El obispo Iván se mantuvo en la clandestinidad por varias décadas. Iván fue confirmado obispo en 1993 por Juan Pablo II (1920 – 2005).  
Siete meses después, durante la cuaresma del 2003, Olena sufrió dolores de los estigmas, por lo que dejó de ir a la escuela varias semanas. Olena comentó que había visto el infierno, que estaba lleno de obispos que no le creyeron a Dios; también comentó que tuvo visiones sobre Teodor Romzha, quien se fue ejecutado, y estaba en proceso de beatificación mismo que fue beatificado por Juan Pablo II el 24 de junio del 2001. Otra visión fue sobre los apóstoles Pedro, Pablo y Andrés, (el mismo día del onomástico de San Andrés. Es sabido que San Andrés anduvo evangelizando en la zona de Kiev y el río Dnieper, y es patrono de Ucrania.
El sacerdote y monje local, originario de la zona, quien era de la orden de San Basilio, Atanasii Chiipesh estaba pendiente de las niñas y los acontecimientos relacionados; un poco tiempo después, pidió permiso a las autoridades rutenas para crear una nueva orden religiosa y un santuario en el lugar, ismo que construyó. También construyó un viacrucis con 14 grandes cruces en la ruta desde el santuario hasta el pueblo de Leópolis, capital oeste del país. Cada año, el día 27 de agosto el monje organiza un encuentro anual de jóvenes grecolatinos y mensualmente los días 27 organiza encuentros de oración donde se realizan procesiones con banderas y estandartes. Atansii, dice también haber recibido múltiples mensajes de la virgen, principalmente relacionado con la construcción del santuario y sus edificios. El padre Chipesh, también mencionó que la virgen le dijo que eligió el día 27, porque era la víspera de la muerte del sacerdote y mártir Petro Oros en los tiempos de la clandestinidad de la Iglesia Ucraniana. Además, después se supo que ése lugar era uno de los lugares favoritos de Petro, para ir a descansar y orar.
Se han realizado películas y múltiples documentales de las apariciones y la zona, así como redactado libros y folletos, elaborado artículos religiosos, poemas, rosarios especiales.  